# Веретьевское сельское поселение
Веретьевское сельское поселение — муниципальное образование в Острогожском районе Воронежской области.
Административный центр — село Веретье.

## Административное деление
В состав поселения входят:
- село Веретье,
- село Новая Осиновка.